# Helicostyla smargadina
Helicostyla smargadina é uma espécie de gastrópode  da família Bradybaenidae.
É endémica das Filipinas.